# Theo Bücker
Johannes Theodor 'Theo' Bücker (10 de julio de 1948, Bestwig, Alemania) es un exjugador y entrenador de fútbol alemán.

## Carrera
Como jugador formó parte de diversos equipos de fútbol alemanes, como el Borussia Dortmund o el Shalke 04. Como entrenador ha desempeñado su labor al frente de equipos como el Ismaily Sporting Club, el Zamalek SC y el Al-Masry, entre otros.
El 8 de agosto de 2011 se informó de que Bücker fue anunciado como nuevo entrenador del Líbano. Ha sido el primer seleccionador en llevar al Líbano hasta la cuarta y última ronda de clasificación para copa del mundo de 2014

## Vida personal
Bücker se considera como "medio-libanés" y está casado con una mujer libanesa. Ha sido residente de Beirut durante muchos años, expresando su amor por su país adoptivo.